# Solvolyse

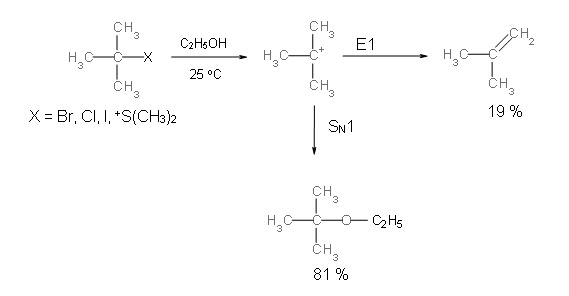
Solvolyse monomoléculaire de t-bux.

La solvolyse d'un composé est la réaction entre ce composé et un solvant (protoné ou déprotoné) qui va en dissoudre tout ou partie. 
Ce mot est employé pour désigner une réaction de substitution, d’élimination ou de fragmentation où le solvant joue le rôle de nucléophile. 
La solvolyse intéresse la chimie verte (par exemple pour « liquéfier le bois » (dont la structure est celle d'un composite de polymères naturels) est l'un des moyens de traiter certains déchets composites), dont par exemple :
- le composite époxyde-fibre de verre, qui en 2002 pouvait (en condition de laboratoire) être lysé par un solvant en présence d'un catalyseur (tétrabutylorthotitanate dans ce cas). L'opérateur récupère (par séparation solide-liquide) de la fibre de verre d'un côté et les résidus d'une résine presque entièrement dépolymérisée jusqu'au stade monomère (le solvant en excès pouvant être éliminé par distillation sous vide)[1] ;
- déchets de circuits imprimés[2] ;
- déchets plastiques [3].

## Catégories
En fonction du solvant, différentes classes de solvolyse peuvent être distinguèes :
alcoolyse (alcool), aminolyse (amine), ammonolyse (ammoniaque), glycolyse (éthylène glycol), hydrolyse (eau), méthanolyse (méthanol)...